# Etham Hazard
Ethan Hazard Vanderbecq (La Louvière, Bélgica, 9 de agosto de 2003) es un futbolista belga que juega de mediocentro ofensivo en el juega en la academia del Tubize de la Tercera División de Bélgica. Tiene tres hermanos mayores, Eden, Thorgan y Kylian.

## Biografía
Ethan Hazard nació en La Louvière y creció en Braine-le-Comte. Es hijo de Carine y Thierry, ambos futbolistas belgas. Su padre pasó la mayor parte de su carrera jugando como semiprofesional con La Louvière en la Segunda División de Bélgica. Jugó principalmente como centrocampista defensivo. Su madre jugó como delantera en la primera División femenino y paró de jugar cuando quedó embarazada de su primer hijo Eden Hazard. Después de jugar a fútbol, ambos padres fueron profesores de deportes. Thierry se retiró de su posición en 2009 para dedicar más tiempo a sus hijos.
Es el último de cuatro hijos. Su hermano mayor Eden anteriormente jugó para el Lille y ahora juega para el Real Madrid en LaLiga Santander. Su otro hermano mayor, Thorgan, jugó junto con Eden en el Chelsea en 2012, antes de ir al Borussia Mönchengladbach en julio de 2014, y anteriormente había progresado a través de las categorías juveniles de los mayores rivales del Lille, el Lens. Su tercer hermano, Kylian, juega de delantero en el Cercle Brugge de la Jupiler Pro League de Bélgica fue formado en la academia del Tubize, donde todos sus hermanos y el jugaron en sus inicios.
Ethan y sus tres hermanos se criaron en un ambiente cómodo con sus padres asegurándose de que tenían todo lo que necesitaban para sobresalir. La familia vivía "a no más de tres metros" de un campo de entrenamiento de fútbol y los hermanos a menudo se aventuraban en un campo de entrenamiento a través de un pequeño agujero para perfeccionar y desarrollar sus habilidades.

## Carrera
Se formó en la academia del Tubize donde actualmente está jugando los partidos de la Sub-19 del club.